# Малания, Диего Тенгизович
Диего Тенгизович Малания (11 февраля 1991, Орехово-Зуево, Московская область) — российский футболист, защитник.

## Биография
Родился в 1991 году в городе Орехово-Зуево. Был назван в честь аргентинского футболиста Диего Марадоны, поклонником которого был отец. Отец — Тенгиз Иванович, этнический мегрел, родом из села Сида. В 1989 году переехал в Россию из-за обострения грузино-абхазского конфликта.
Начал свои футбольные шаги в ДЮСШ «Знамя Труда», после чего перешёл в академию московского «Спартака». Профессиональную карьеру начал в 2009 году в команде из своего родного города «Знамя Труда», в состове которой провёл четыре сезона и сыграл 97 матчей в ПФЛ. В 2013 году перешёл в другой клуб ПФЛ «Долгопрудный». Летом 2016 года подписал контракт с клубом ФНЛ «Химки». На протяжении полутора сезонов Малания был основным игроком команды, за которую сыграл 59 матчей и забил 1 гол, однако в феврале 2018 года покинул «Химки» и вернулся в «Долгопрудный». Зимой 2019 года перешёл в «Велес». В его составе в сезоне 2019/20 стал победителем зоны ПФЛ «Запад», добившись таким образом в ФНЛ. С момента перехода в «Велес» и до конца сезона 2020/21 был капитаном команды. Летом 2021 года перешёл в «Волгарь».
В 2018 году в составе сборной Абхазии Малания принимал участие в ConIFA World Football Cup 2018. На групповой стадии турнира Абхазия заняла третье место и не попала в плей-офф, но стала победителем утешительного турнира, заняв итоговое 9 место.
В феврале 2022 года подписал контракт с ивановским «Текстильщиком». В июле по взаимной договоренности расторг контракт с клубом. 13 февраля 2023 года, спустя 10 лет, вернулся в «Знамя Труда». С 2024 года — игрок медиафутбольного клуба «Титан».

## Достижения
«Велес»
- Победитель первенства ПФЛ (зона «Запад»): 2019/20

## Личная жизнь
Женат с 2015 года. Двое детей.